# صموئيل سميث كيلبيرن
صموئيل سميث كيلبيرن (بالإنجليزية: Samuel Smith Kilburn)‏ هو نقاش أمريكي، ولد في 22 يناير 1831، وتوفي في 10 مارس 1903.

## معرض صور

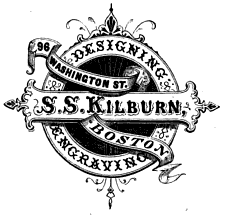
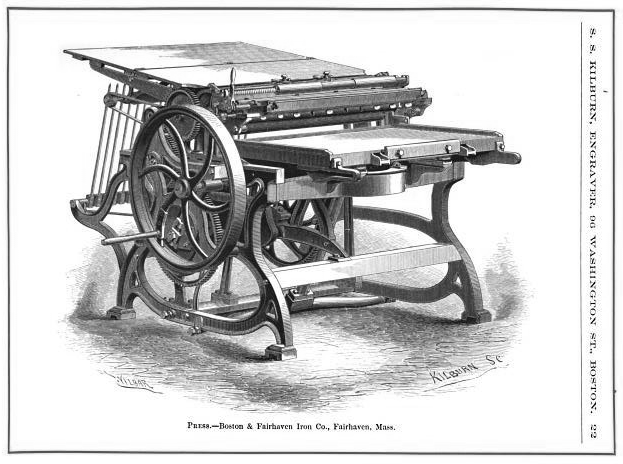
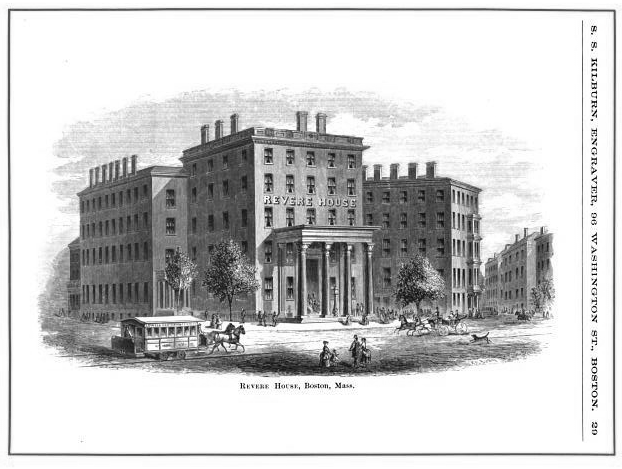
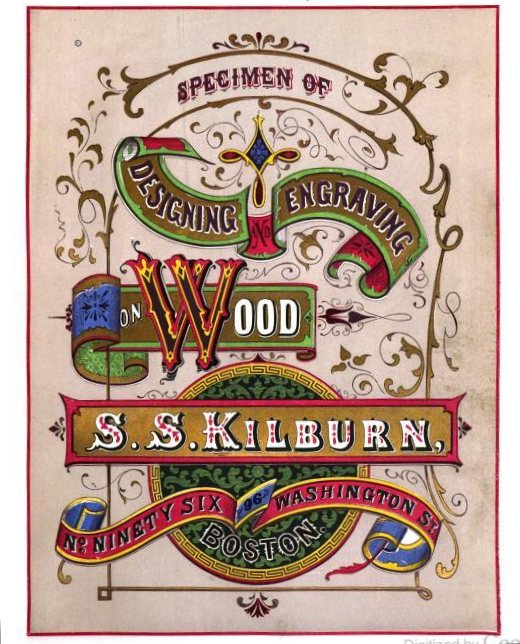
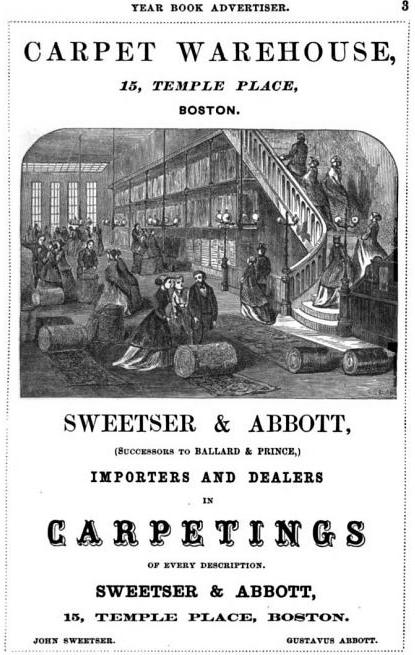